# Павел III (патриарх Константинопольский)
Патриарх Павел III (греч. Πατριάρχης Παύλος Γ΄; неизвестно — 694) — константинопольский патриарх (688—694). Православной Церковью почитается как святой. Память 30 августа/ 12 сентября. В календаре Русской Православной Церкви его память ныне отсутствует.
Председательствовал на Трулльском Собор в Константинополе в 692 году.
Во время его патриаршества в афинском Парфеноне была устроена христианская церковь во имя святой Софии — Премудрости Божией.